# Single Integrated Operational Plan
La serie di documenti segreti degli Stati Uniti d'America e della NATO noti come Single Integrated Operational Plan (SIOP) costituivano il piano generale che decideva i bersagli e coordinava gli attacchi in un'eventuale guerra nucleare, ed era vigente tra il 1961 e il 2003. Il piano SIOP forniva al Presidente degli Stati Uniti una serie di opzioni per l'attacco a vari bersagli di diversa natura e decrescente livello, partendo dall'attacco "counterforce", al "second strike", ad attacchi strategici estesi, fino a limitati attacchi strategici e tattici, e descriveva le procedure di lancio e il set di bersagli contro i quali lanciare le armi nucleari. Il piano integrava le capacità della triade nucleare (costituita da bombardieri intercontinentali, da ICBM terrestri e da SLBM lanciati da sottomarini). In effetti il SIOP era un documento "top secret", e costituiva uno dei più segreti e sensibili argomenti nella politica di sicurezza nazionale americana.
Il primo SIOP, col titolo SIOP-62, venne terminato il 14 dicembre del 1960 e implementato il 1º luglio del 1961 (inizio dell'anno fiscale 1962). Il SIOP veniva aggiornato annualmente fino al febbraio 2003, quando venne rimpiazzato dall'Operations Plan (OPLAN) 8044. Dal dicembre del 2008, negli Stati Uniti è in vigore il piani nucleare OPLAN 8010, Strategic Deterrence and Global Strike.

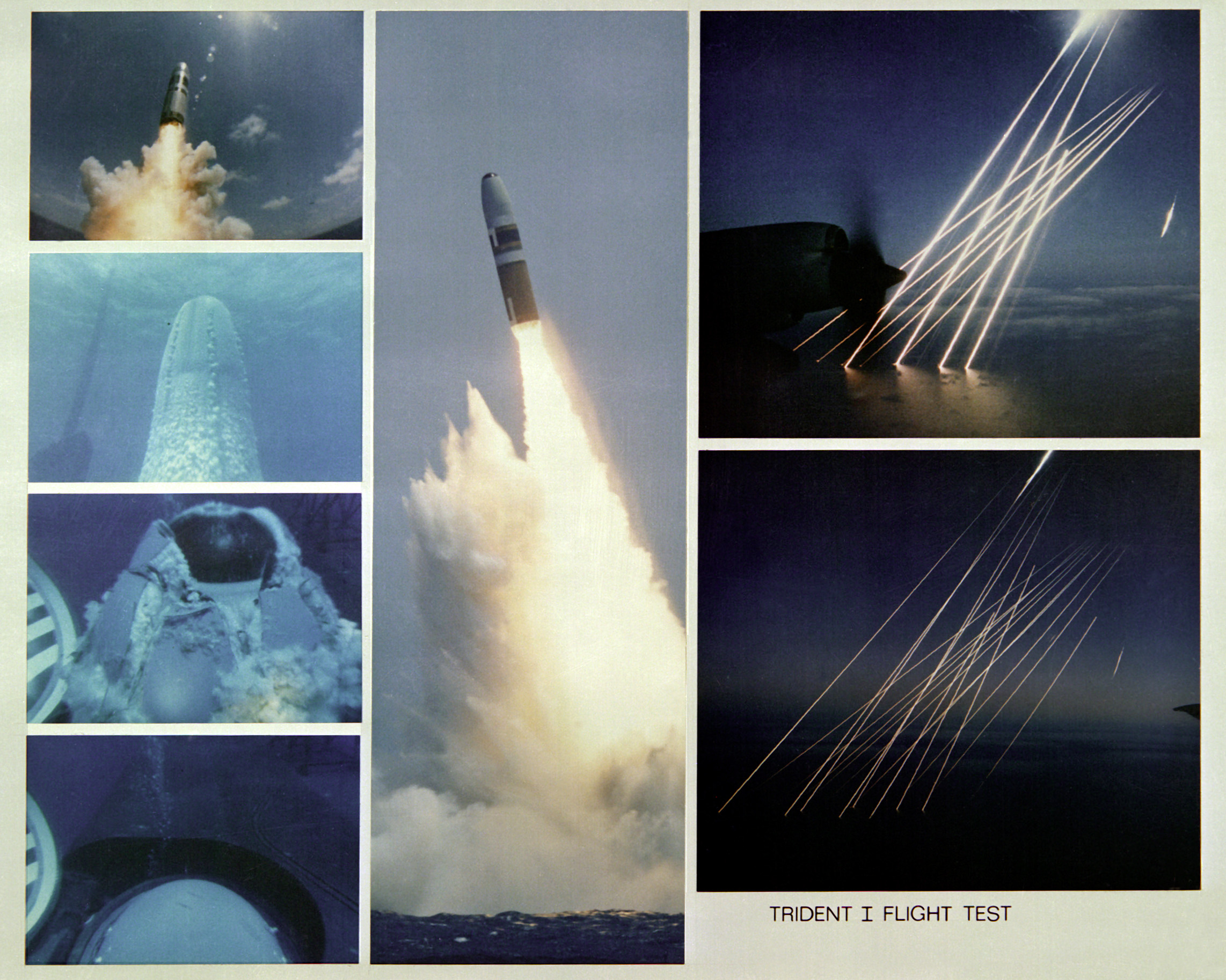
Collage che abbina il lancio dei missili SLBM Trident I in immersione assieme al rientro delle ogive MIRV fino a quando colpiscono i loro bersagli. Il test simula un attacco con due missili ciascuno con 8 testate distribuite in maniera da colpire un bersaglio con almeno due ogive nucleari (modalità simile all'attacco "counter-silo")

## Processo di pianificazione dell'attacco nucleare
Mentre gran parte del processo di pianificazione degli Stati Uniti per una guerra nucleare rimane segreto, alcune informazioni su precedenti processi di pianificazione del SIOP sono stati resi pubblici. Il processo di pianificazione comincia con il Presidente che istituisce una "presidential directive" stabilendo i concetti, obiettivi, e linee guida che fornirono le istruzioni ai pianificatori nucleari. Il Segretario alla Difesa utilizza le direttive presidenziali per elaborare una politica di impiego delle armi nucleati (Nuclear Weapons Employment Policy, con acronimo NUWEP) che specifica alcuni assunti di pianificazione, opzioni d'attacco, obiettivi da colpire, tipi di bersagli, restrizione a colpire certi obiettivi, e la coordinazione con i comandanti combattenti. Il NUWEP viene in seguito utilizzato dai Joint Chiefs of Staff (JCS) per creare il "Joint Strategic Capabilities Plan (JSCP), Annex C (Nuclear)." Questo documento stabilisce un insieme di obiettivi più dettagliato ed elaborato e le condizioni che includono la scelta degli obiettivi e quale sia il tipo di danno che si vuole infliggere a questi obiettivi, in modo che siano necessarie le armi nucleari. Lo stadio finale nel processo di pianificazione avviene quando il SAC (Strategic Air Command) (dal 1961 al 1992) oppure lo United States Strategic Command (USSTRATCOM) (dal 1992 al 2003) prese la guida dal JSCP e creò il corrente piano di guerra nucleare che divenne il SIOP.
Come parte della pianificazione SIOP, il SAC e in seguito USSTRATCOM hanno sviluppato un insieme di strategie e una serie di opzioni basate su un insieme di bersagli noti come il "National Target Base" (NTB). Il numero di bersagli previsti dal NTB variò nel tempo, da 16000 nel 1985 a 12500 alla fine della "guerra fredda" nel 1992, fino a 2500 nel 2001. Lo SIOP era principalmente diretto contro bersagli nell'Unione Sovietica (posteriormente Russia) ma anche contro la Repubblica Popolare Cinese, che erano obiettivi del previsti dal fino agli anni 1970, e che dopo essere stati tolti vennero aggiunti di nuovo nel 1997. Nel 1999, si riferisce che il NTB includeva bersagli in Russia, Cina, Corea del Nord, Iran, Iraq, Siria, e Libia.

## Partecipazione del Regno Unito della Gran Bretagna
Anche se le forze nucleari del Regno Unito hanno quattro sommergibili della classe Vanguard armati di missili SLBM Trident che sono sotto lo stretto controllo della Gran Bretagna, hanno accettato di assumere due ruoli distinti sotto il piano SIOP. Il primo era parte di una risposta puramente britannica a un attacco nucleare contro la Gran Bretagna ed eventualmente le nazioni del Commonwealth, sia sotto forma di un intero attacco strategico che di un attacco tattico limitato. Il secondo ruolo era uno pienamente integrato nel SIOP, un attacco nel quale la Royal Navy partecipava come una piccola componente del SIOP, diventando un'estensione della forza di sommergibili Trident della Navy statunitense. Questo ruolo doveva essere parte della risposta della NATO a un attacco nucleare eseguito dall'Unione Sovietica.
Il contributo della Royal Navy, benché formidabile, era relativamente piccolo rispetto all'enormità dello SIOP. I quattro sommergibili della classe Vanguard possono colpire fino a 512 bersagli separati con ogive termonucleari; equivalenti al 7% del totale dell'arsenale nucleare statunitense.

## Storia

### Il primo SIOP
Il primo piano SIOP del 1960 partiva dall'unione dei diversi piani militari dell'USAF, US Navy e dell'US Army (che prevedevano attacchi separati e ripetuti molto spesso contro lo stesso bersaglio, conducendo all'overkill nucleare, ossia a una capacità distruttiva ben superiore a quella necessaria per annientare il nemico), e seguendo la guida delle dottrine stabilite dalla Casa Bianca, prevedeva una lista di bersagli (denominata "National Strategic Target List", o NSTL) e i mezzi preferiti per lanciare l'attacco contro ogni bersaglio. Il primo SIOP venne estesamente razionalizzato da un team della RAND Corporation per diventare il SIOP-62, che descriveva un attacco massiccio disponendo dell'intero arsenale statunitense di 3200 testate nucleare da lanciare contro l'Unione Sovietica, la Repubblica Popolare della Cina e altri stati del blocco sovietico.

Il primo SIOP era poco flessibile, e trattava tutti paesi comunisti come se fossero un blocco uniforme. Il documento JCS 2056/220 esprimeva le preoccupazioni di David Shoup, comandante del corpo dei Marines sul fatto che la bozza del SIOP del 1961 non corrispondeva al "NSC policy guidance paper" del 1959 approvato dal presidente Dwight Eisenhower. Shoup era particolarmente preoccupato con i toni nel linguaggio della bozza del SIOP che affermavano: 

### Rinominato e modificato
Il 1º marzo del 2003, lo SIOP venne rinominato "OPLAN 8022", e in seguito |CONPLAN (contingency plan) 8022-02. Venne abilitato nel 2004, ma in seguito è stato cancellato nel luglio del 2007. Forse è stato sostituito da un ipotetico CONPLAN 8044 espanso.
Un altro insieme di piani per il "Global Strike" includono un'azione nucleare coordinata congiuntamente, intesa per piani alternativi rispetto alla situazione di guerra nucleare generalizzata, principalmente contro la Russia ma anche possibilmente contro la Cina, che sono postulati nell'OPLAN 8022. I piani per un "Global Strike" sarebbero codificati nel CONPLAN 8044.